# TIAA

Logo

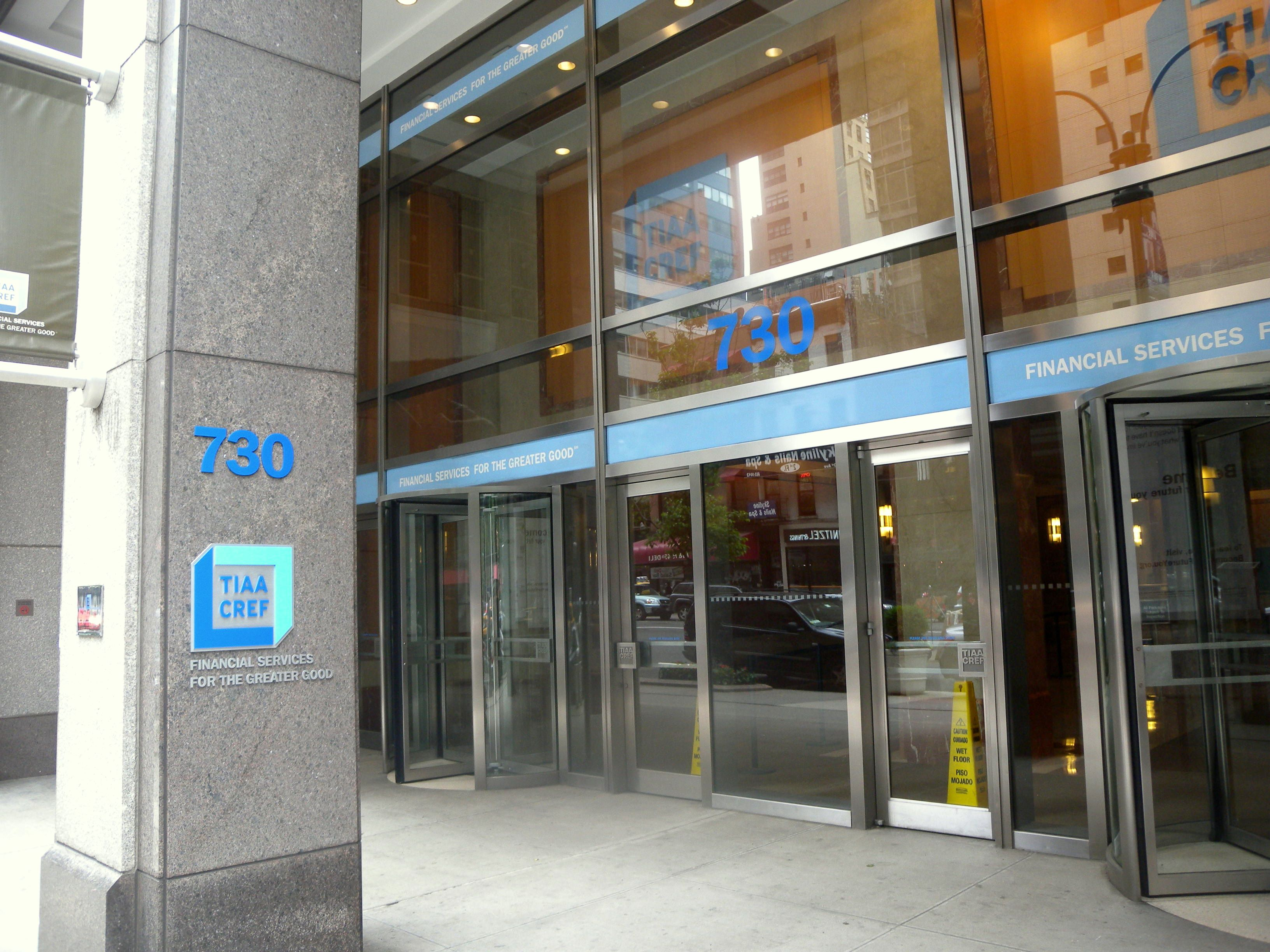
Eingang des Hauptgebäudes

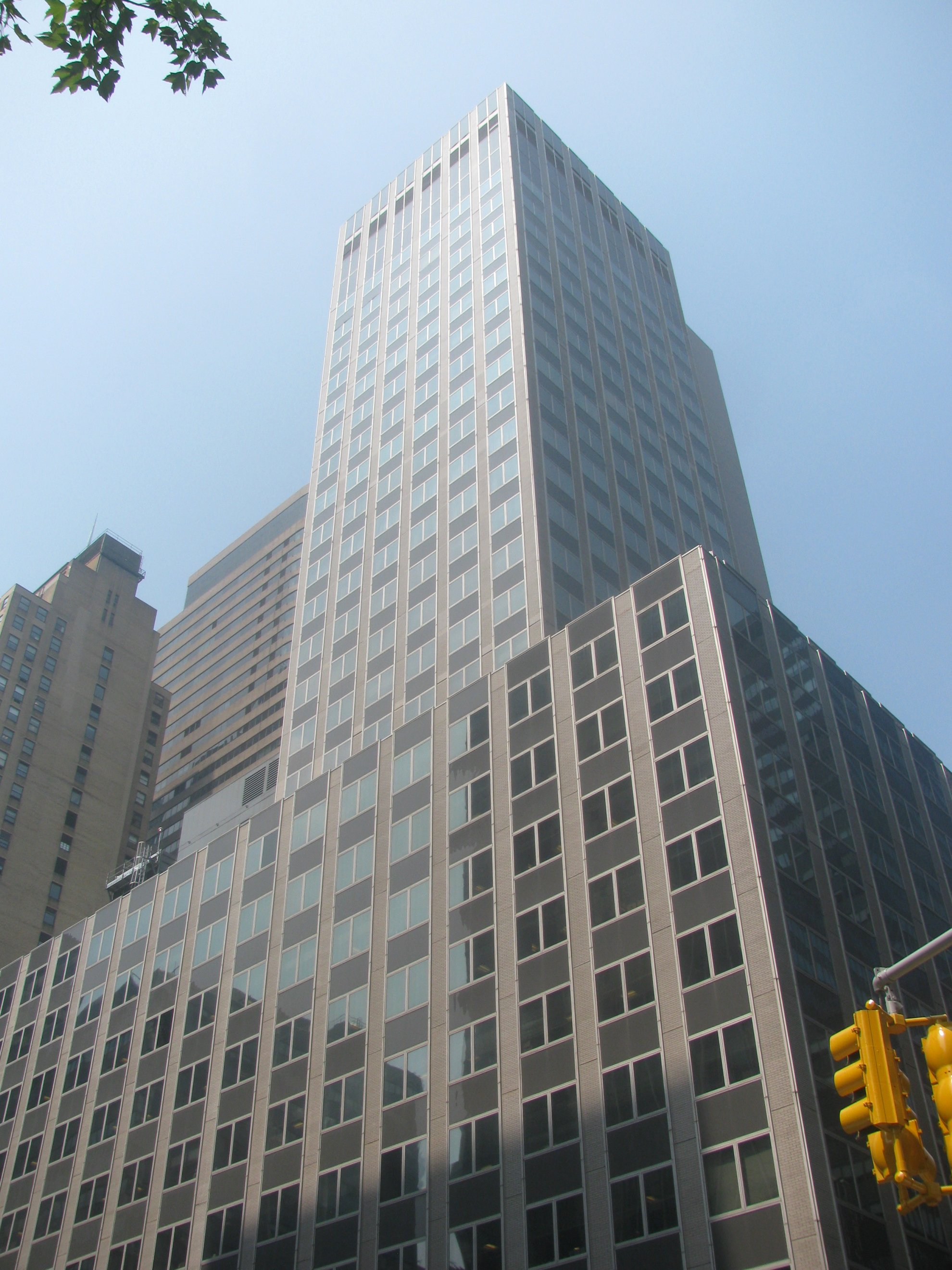
Blick auf das Hauptgebäude von Teachers Insurance Building

Der Teachers Insurance and Annuity Association – College Retirement Equities Fund (kurz TIAA oder TIAA–CREF) ist einer der größten US-amerikanischen Finanzdienstleister. Die Non-Profit-Organisation unterstützt als Pensionsfonds 3,9 Millionen aktive oder sich im Ruhestand befindende angestellte Lehrer und verwaltet ein Vermögen von 834 Milliarden US-Dollar. Vorsitzender ist Roger W. Ferguson, Jr.

## Geschichte
Er wurde 1918 von Andrew Carnegie und Henry Smith Pritchett gegründet. Andrew Carnegie glaubte an eine sichere Rente für alle Pädagogen. Seine neue Organisation führt ein vollständig kapitalgedecktes Rentensystem speziell für Lehrer in den gesamten USA ein. 1933 wurde Albert Einstein Mitglied. Das Vermögen der TIAA wurde grundsätzlich recht konservativ angelegt. Eine Finanzabteilung prüfte Anlagemöglichkeiten und überwachte das bestehende Portfolio. Darüber hinaus gab es einen separaten Finanzausschuss und einen Hypothekenausschuss, die die von der Finanzabteilung empfohlenen Investitionen prüften. Nach dem New Yorker Versicherungsrecht mussten sie jede Investition genehmigen.
Anfang der 1940er Jahre machten Anleihen etwa 80 % des TIAA-Vermögens aus. Ende 1943 waren 87 % der Anleihenanlagen der TIAA mit A oder höher bewertet. Die Anleihenbestände bestanden hauptsächlich aus öffentlichen Versorgungsunternehmen und Staatsanleihen aus den USA und Kanada, aber auch Anleihen privater Unternehmen bildeten einen wichtigen Bestandteil des Portfolios. Fast alle übrigen Vermögenswerte bestanden aus Vorzugsaktien und Hypotheken. Im Vergleich zu Lebensversicherern hatte die TIAA typischerweise mehr Anleihen im Portfolio und weniger Immobilienbeteiligungen, was auf eine sehr konservative Anlagepolitik hindeutet, selbst im Vergleich zu eher konservativen Finanzinstituten. Im Jahr 1952 gründet TIAA den College Retirement Equities Fund (CREF), die erste variable Rente. Das innovative neue Produkt bietet einen diversifizierten Fonds aus Aktien, der Anlegern hilft, die Inflation zu bekämpfen.
1990 TIAA ist ein früher Befürworter wertorientierter und ESG-Investitionen und führt Social Choice ein, eine variable Rente, die Anlegern eine sozial verantwortliche Anlagemöglichkeit bietet. 
Im November 2011 kaufte TIAA als Anlageobjekt das Münchner Einkaufs-Center Neuperlach – pep für 408 Millionen Euro.
Im Jahre 2014 TIAA übernimmt den Vermögensverwalter Nuveen. Dieser verwaltet nun das gesamte Kapital von TIAA sowie sämtliches Fremdkapital und stärkt damit die Vermögensverwaltungskompetenz von TIAA. Die Immobilientochtergesellschaft TH Real Estate wird im Jahr 2019 in Nuveen Real Estate umbenannt.